# Maxus T60
Maxus T60 – samochód osobowy typu pickup klasy średniej produkowany pod chińską marką Maxus w latach 2016–2019 oraz jako Maxus T70 od 2019 roku.

## Historia i opis modelu

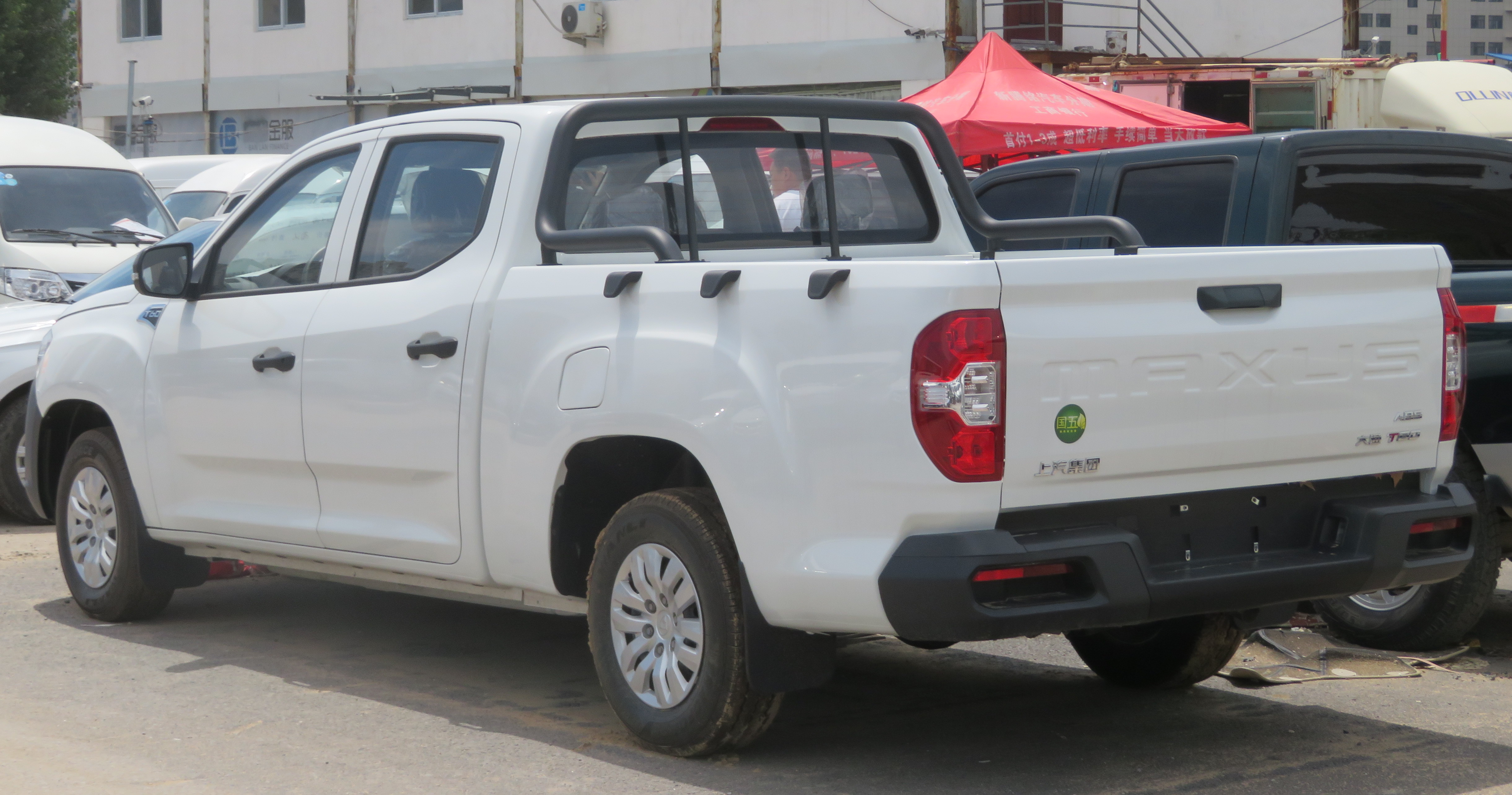
Maxus T60 – tył

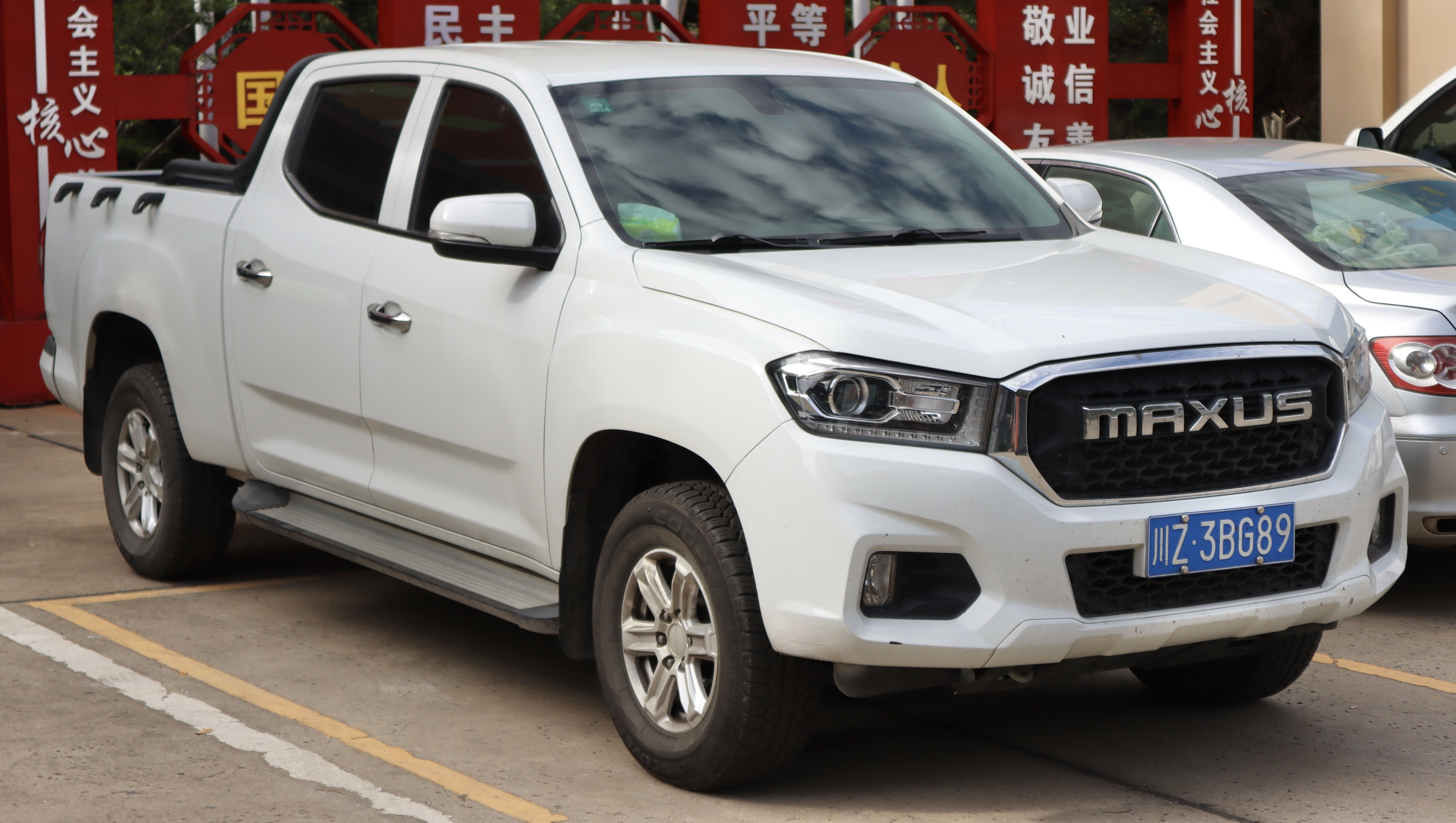
Maxus T70

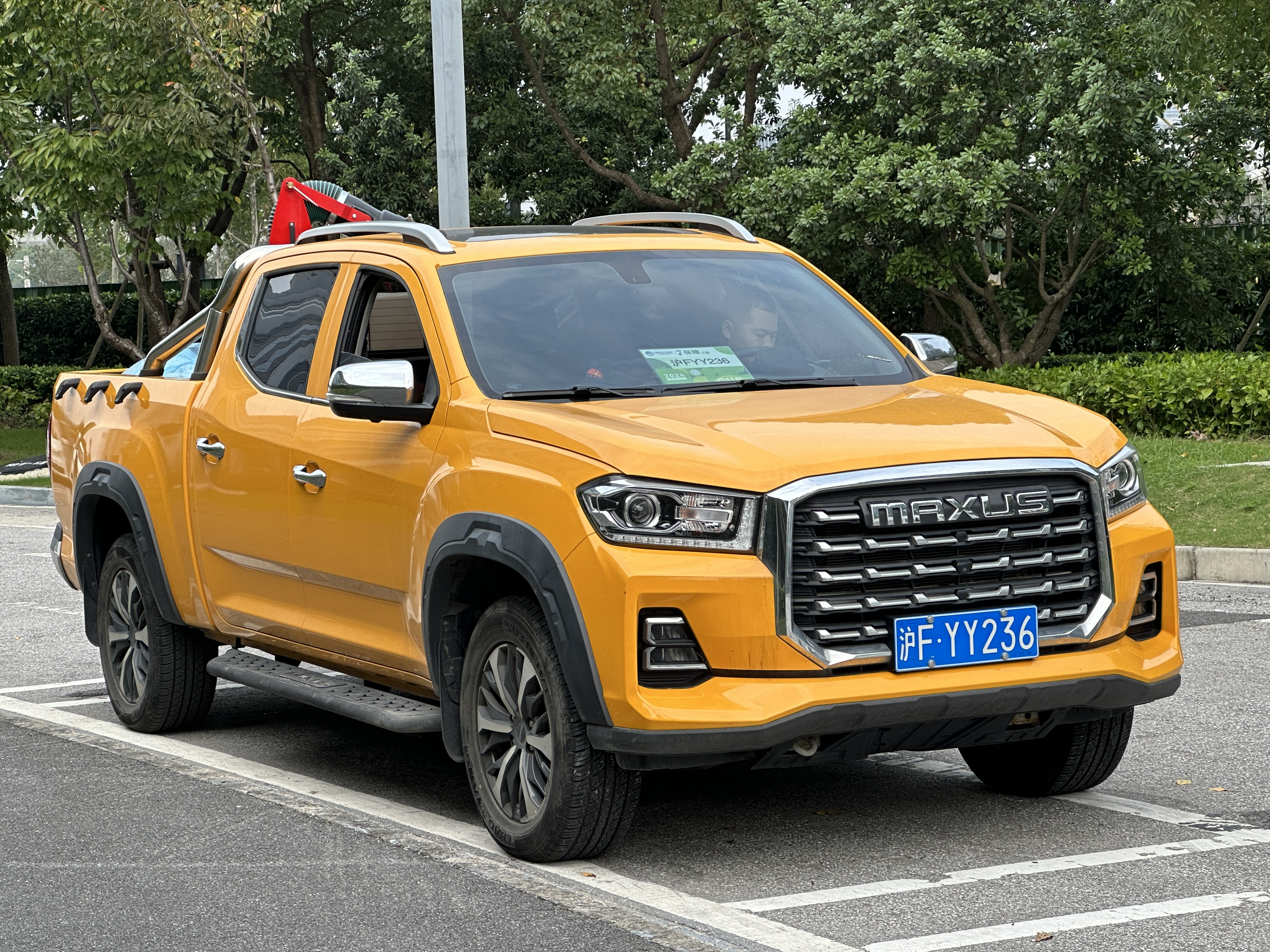
Maxus T70 po liftingu

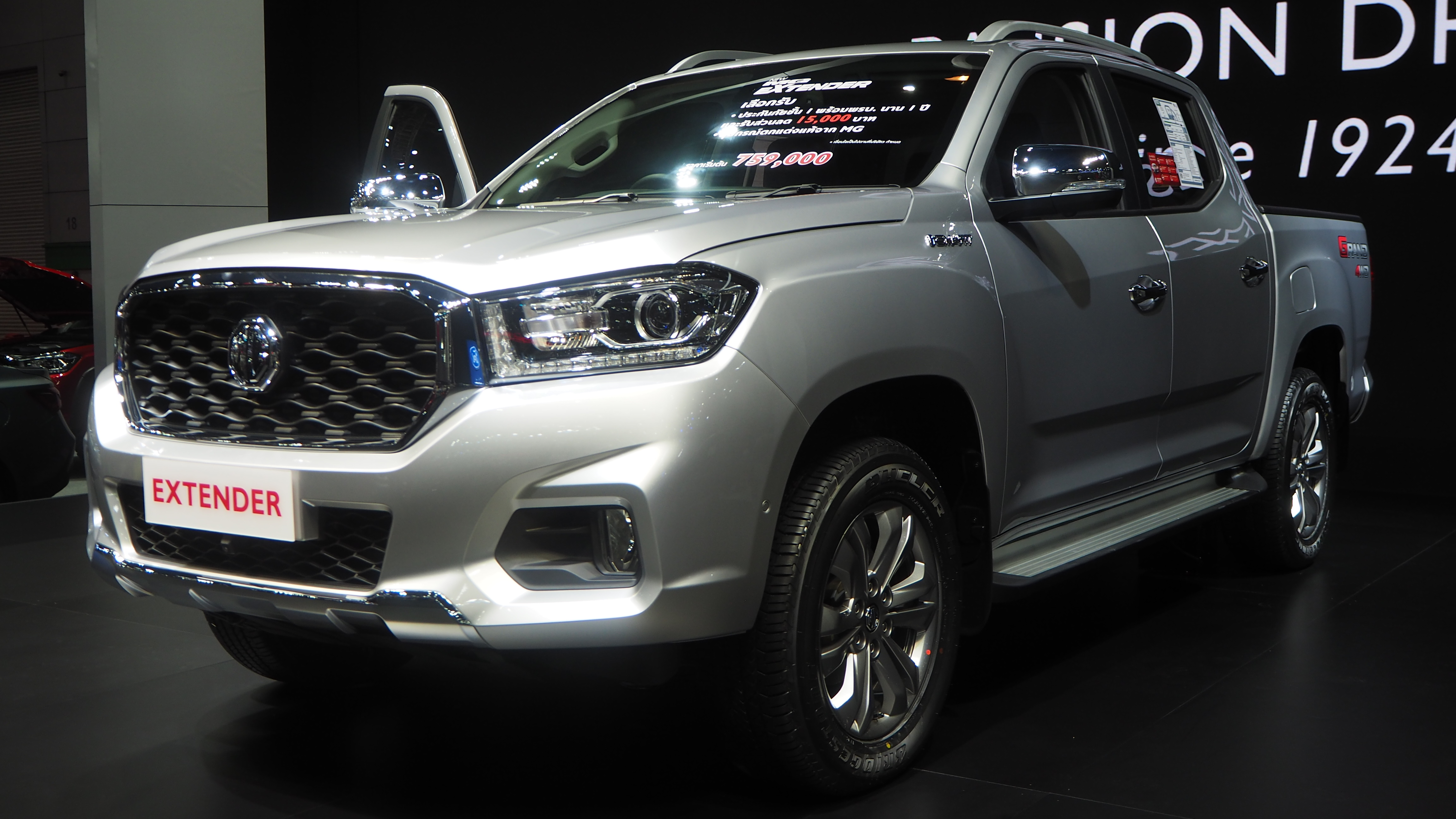
tajlandzki MG Extender

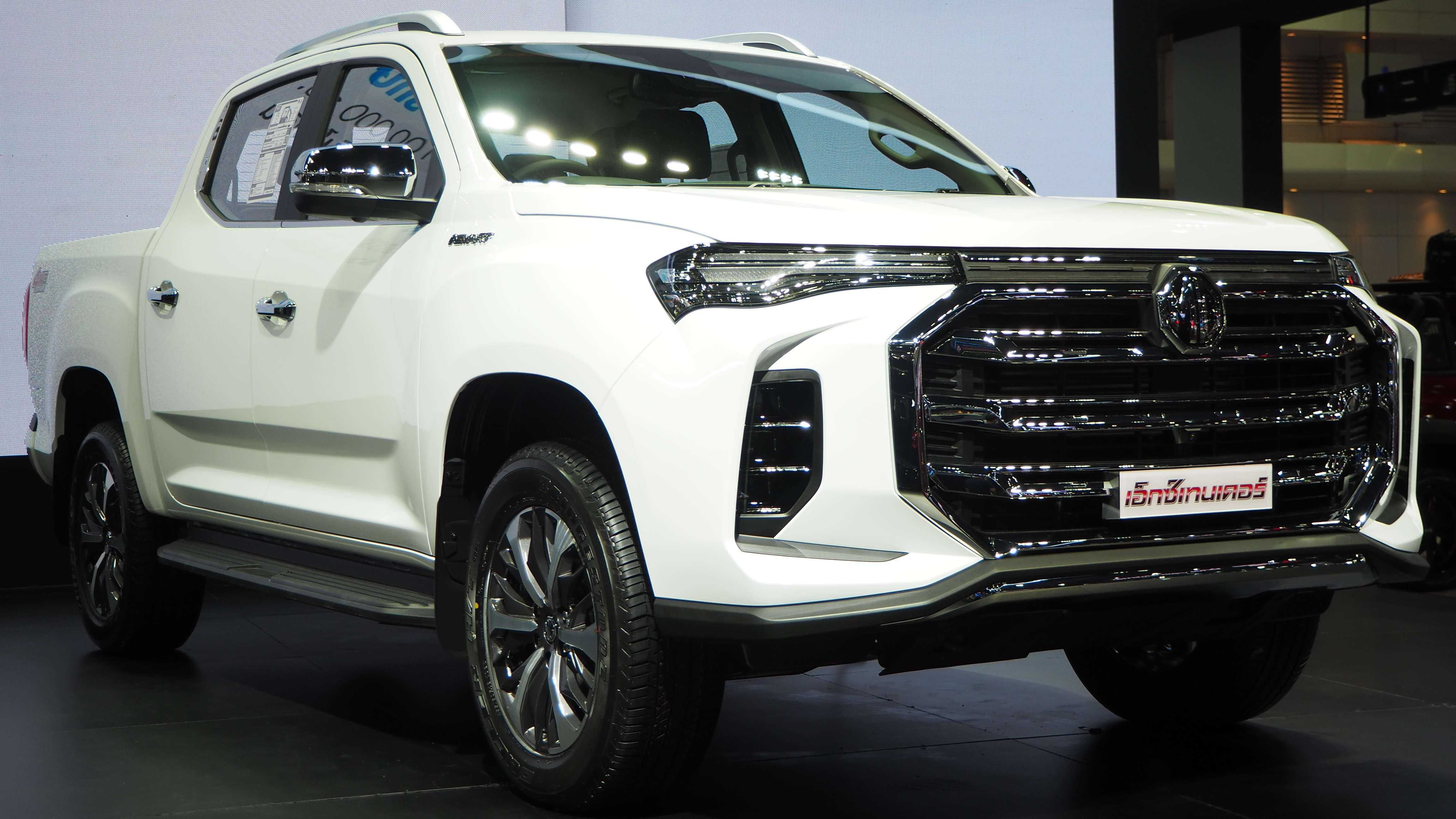
tajlandzki MG Extender po liftingu

Maxus T60 został zaprezentowany w listopadzie 2016 roku podczas wystawy samochodowej Auto Guangzhou jako pierwszy pickup specjalizującej się dotychczas w furgonach i vanach chińskiej marki koncernu SAIC.
Samochód zyskał masywną, krągłą sylwetkę z wyraźnie zaznaczonymi nadkolami, a także rozległą chromowaną atrapą chłodnicy. Krawędź kabiny pasażerskiej i przedziału transportowego przyozdobiło orurowanie, z kolei charakterystyczną cechą tylnej części nadwozia stał się wytłaczany napis MAXUS na klapie przedziału transportowego.
Samochód został wyposażony w gamę czterocylindrowych, benzynowych i wysokoprężnych jednostek napędowych, które spełniły normy emisji spalin Euro VI. Pojazd wyposażono także w system multimedialny YunOS pozwalający na łączenie się ze smartfonem, a także trzy różne tryby jazdy dostosowujące specyfikę układu napędowego do preferencji kierującego. Oprócz manualnej przekładni biegów, do sprzedaży trafiła także 6-biegowa skrzynia automatyczna.

### T90 EV
W maju 2022 zaprezentowany został elektryczny wariant opracowany z myślą o rynkach eksportowych, debiutując w Wielkiej Brytanii jako Maxus T90 EV. Samochód wyposażono w silnik elektryczny o mocy 201 KM, a także baterię o pojemności 88,55 kWh. W ten sposób, elektryczny pickup na jednym ładowaniu może przejechać ok. 320 kilometrów na jednym ładowaniu. Wariant australijski zadebiutował pół roku później pod nazwą LDV eT60.

### Restylizacje
W maju 2019 roku Maxus T60 przeszedł niewielką restylizację, w ramach której wprowadzono nowy wygląd atrapy chłodnicy z dużym napisem MAXUS zamiast dotychczasowego logo producenta. Ponadto, producent dokonały korekty nazwy na rynku chińskim na Maxus T70, wprowadzając przy okazji zmodernizowaną gamę benzynowych i wysokoprężnych jednostek napędowych.
W 2023 roku T7o przeszedł kolejną modernizację, tym razem nadającą większy, znacznie obszerniej obejmujący pas przedni chromowany wlot powietrza z zaznaczonymi poziomymi poprzeczkami.

### Sprzedaż
Pickup Maxusa trafił do sprzedaży w pierwszej kolejności na lokalnym rynku chińskim w marcu 2017 roku, jednak podczas premiery producent zaznaczył, że T60 opracowany został z myślą o globalnych rynkach eksportowych, trafiając do sprzedaży także do w Ameryce Południowej, na Bliskim Wschodzie oraz wybranych krajach Azji Wschodniej. Ponadto, pojazd trafił do sprzedaży także w Australii i Nowej Zelandii pod lokalnie lepiej rozpoznawalną marką LDV jako LDV T60.
W sierpniu 2019 roku koncern SAIC włączył pickupa Maxusa już w zmodernizowanej wersji T70 także do oferty w Tajlandii, zasilając nim ofertę bratniej marki MG Motor pod nazwą MG Extender. Lokalnie produkowany model oferowano tam przez kolejne 2 lata, po czym w marcu 2021 przeszedł on obszerną restylizację. MG Extender został upodobniony do chińskiego Maxusa T90 wyglądem zewnętrznym, zachowując jednakże dotychczasową gamę jednostek napędowych, podzespoły techniczne i tę samą deskę rozdzielczą. W grudniu 2021 roku meksykański oddział koncernu General Motors ogłosił, że na mocy współpracy z chińskim koncernem SAIC Motor zdecydował się uzupełnić ofertę Chevroleta o nowego, średniej wielkości taniego pickupa. Odtąd Maxus T60 jest importowany do tego kraju pod nazwą Chevrolet S10 Max.

### Silniki
- R4 2.0l Turbo
- R4 2.4l
- R4 2.0l Turbodiesel
- R4 2.8l Turbodiesel

### T90

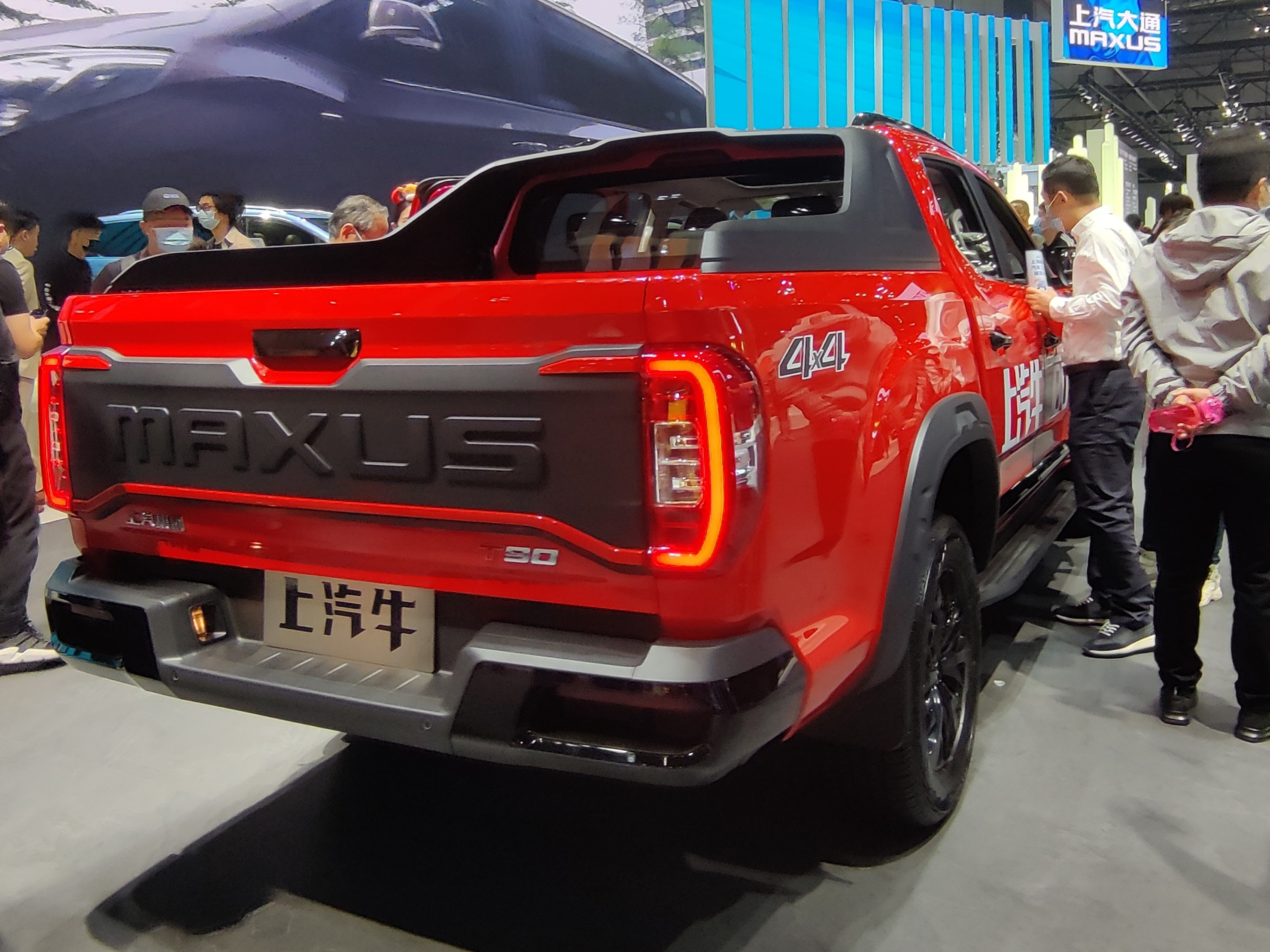
Maxus T90 – tył

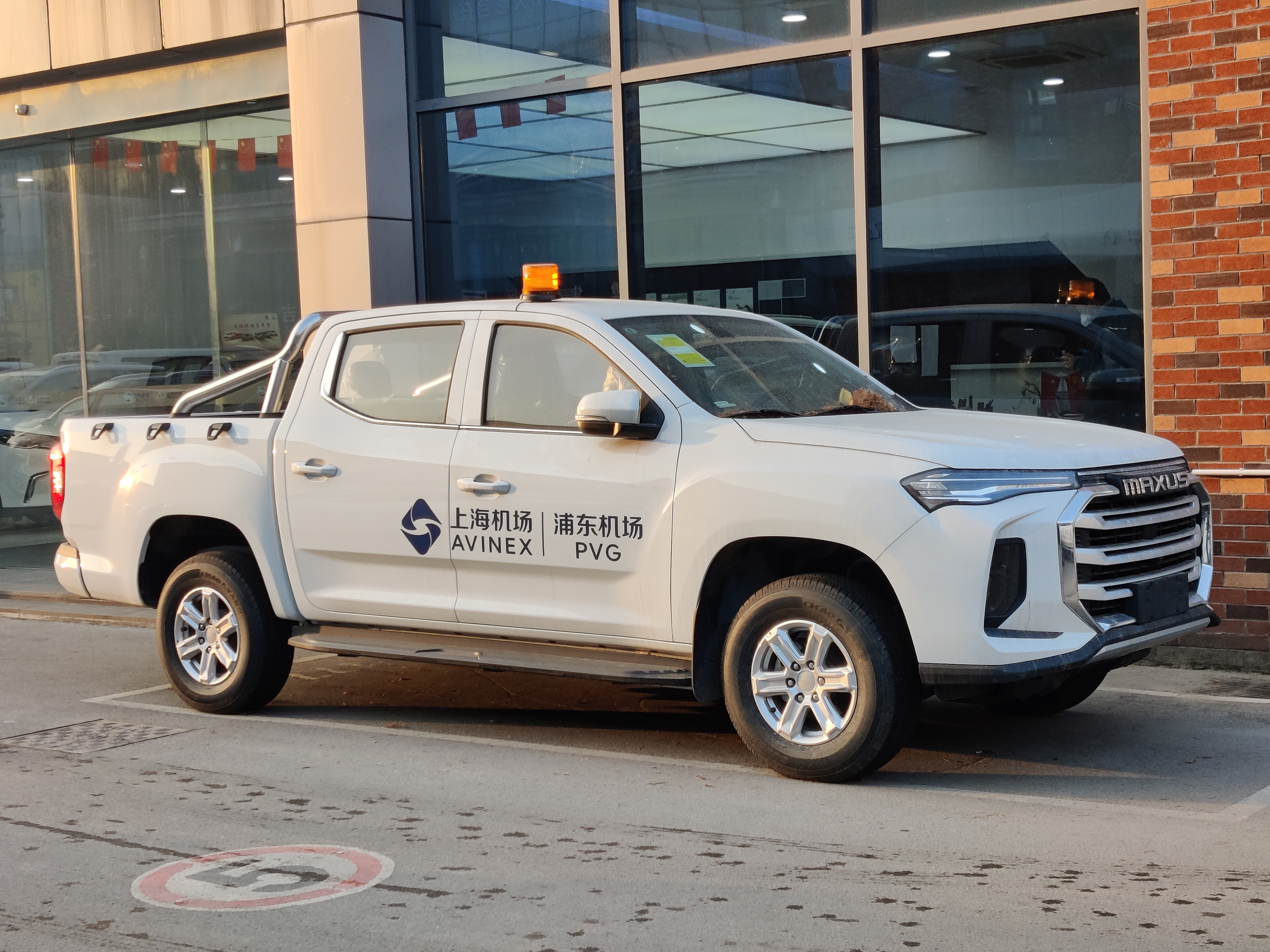
Maxus T90 Basic

Maxus T90 został zaprezentowany po raz pierwszy w 2021 roku.
W lipcu 2020 roku chiński producent przedstawił studium luksusowego, zorientowanego na walory komfortu jazdi pickupa pod nazwą Maxus Concept Pickup. Produkcyjny model jako T90 powstał jako nowa, bardziej luksusowo i bardziej awangardowo stylizowaną odmianę oparta na tańszym i niżej pozycjonowanym w ofercie modelu T70.
Pod kątem wizualnym odróżniła się ona  innym wyglądem pasa przedniego z masywną, chromowaną atrapą chłodnicy i dwupoziomowymi reflektorami, z kolei w kabinie pasażerskiej zastosowano nawiązujący do osobowych modeli projekt deski rozdzielczej z 10,25-calowym wyświetlaczem cyfrowych wskaźników oraz 12-calowym wyświetlaczem systemu multimedialnego.

### Silniki
- R4 2.0l 163 KM
- R4 2.0l 218 KM